# Міст Ейнштейна (роман)
«Міст Ейнштейна» (англ. Einstein's Bridge) — жорсткий науково-фантастичний роман американського фізика та письменника-фантаста Джона Крамера.

## Історія публікації
Вперше роман опублікований у червні 1997 року в твердій обкладинці та в м’якій обкладинці для продажу у видавництвом Avon Books. У 1998 році компанія опублікувала версію для масового продажу в м’якій обкладинці. Наразі роман не друкується.

## Сюжет
Сюжет обертається навколо трьох головних героїв-людей — Джорджа Гріффіна, Роджера Колтона та Еліс Ленг. Починаючи з 1987 по 2004 рік, книга детально описує зусилля фізиків Джорджа та Роджера, які працюють над тим, щоб створити Надпровідний суперколайдер (SSC) в Інтернеті у Воксегачі, Техас. Еліс — письменниця, працює над своєю останньою роботою жахів, яка бере участь у дослідженні матеріалу для своєї книги в SSC. Вони з Джорджем закохуються, у той же час попередні пробні запуски SSC породжують незрозуміле явище: Снарк, термы запропонований Льюїсом Керроллом, або неможливу подію, у вигляді важкої частинки, яка виникла з запланованого лобового зіткнення між двома протонами 20 електронвольту всередині SSC.
На додаток до порушення фізичних законів, таких як збереження маси, ця частинка випромінює імпульси радіоактивності, визначаючи числову послідовність простих чисел 2-3-5-7-11-13-17-19-23-29-31- 37. Тут починається розкриття ще більшої таємниці, ніж сама частинка: за цією подією стоїть потужний інтелект, який прагне спілкуватися з людством, яке мимоволі оголосило про своє існування на весь всесвіт завдяки потужним сплескам енергії, що вивільняється від зіткненнями частинок всередині SSC. Деякий час цей перший контакт встановлюється доброзичливим видом. Інший вид також працює над встановленням контакту — менш доброзичливий вид, чий намір може зрештою знищити Землю і, можливо, навіть тканину Всесвіту.
Події роману відбуваються не в нашій шкалі часу, а в альтернативній історії — історії, в якій надпровідний суперколайдер побудовали в Техасі. Насправді ж проект закрили у 1993 році і ніколи не був реалізований. В альтернативній історії американські сили вторглись у Багдад і повалили Саддама Хусейна після звільнення Кувейту під час війни в Перській затоці (1990-1991), що призвело до переобрання Джорджа Буша-молодшого в 1992 році замість Білла Клінтона. Зловісне значення вище вказаних подій та зв'язок цієї альтернативної історії з нашою історією стає зрозумілим в останній частині книги.

## Відгуки критиків
Переглядаючи роман, SF Site зазначив: «Крамер плете переконливу казку». Kirkus Reviews відзначили, що «Крамер чудово демонструє, наскільки захоплюючою і вражаючою може бути справжня наука, і показує, наскільки вразливі фундаментальні дослідження для політичної примхи».